# Dominic Perrottet
Dominic Perrottet (Port Macquarie, 21 settembre 1982) è un politico australiano.
Nell'ottobre 2021, ha sostituito Gladys Berejiklian come premier del Nuovo Galles del Sud e leader del Partito Liberale del Nuovo Galles del Sud, fino al 28 marzo 2023. 
In precedenza, è stato tesoriere del Governo del Nuovo Galles del Sud. È stato il premier più giovane dello Stato, in quanto eletto all'età di 39 anni.